# Sowietskij (rejon totiemski)
Sowietskij (ros. Советский) – wieś w Rosji, w rejonie totiemskim obwodu wołogodzkiego. W 2010 r. liczyła 1334 mieszkańców.